# Жавуэ, Анна Мария
 А́нна Мари́я Жавуэ́  (фр. Anne-Marie Javouhey; 10 ноября 1779[…], Жалланж — 15 июля 1851[…], Париж) — блаженная римско-католической церкви, монахиня, основательница женской монашеской конгрегации «Клюнийские Сёстры святого Иосифа». В истории Африки известна как Освободительница рабов.

## Биография
Анна Мария Жавуэ родилась 10 ноября 1779 года в семье крестьянина. Будучи подростком, проявила мужество, укрывая католических священников, которые преследовались во время Французской революции.
В возрасте 19 лет, участвуя на тайной мессе, принесла личные обеты монашества. Позднее она стала искать подходящий женский монастырь, в котором она могла бы осуществить своё призвание к монашеской жизни. Долгое время она не могла найти необходимый монастырь, который отвечал бы её стремлениям, поэтому через некоторое время она решила создать собственное монашеское объединение. Вместе со своими родными сёстрами она стала заниматься благотворительной деятельностью, основывая многочисленные школы для бедных детей. В 1807 году она основала монашескую конгрегацию в честь святого Иосифа, которая впоследствии стала носить имя «Клюнийские Сёстры святого Иосифа». В 1812 году она купила дом для новой женской конгрегации возле аббатства Клюни.
В 1819 году основанная ею конгрегация стала заниматься миссионерской деятельностью. Многие сёстры поехали во французские колонии на Мадагаскаре, в Сенегале, Гамбии, Сьерра-Леоне, чтобы там организовывать католические миссии.
Правительство французской колонии Гвианы обратилось к ней с просьбой основать в стране колонию. В 1824 году Анна Мария Жавуэ вместе с 36 монахинями и 50 эмигрантами приехала во французскую Гвиану. В 1833 году она вернулась во Францию. Через два года, в 1835 году, французское правительство предложило ей продолжить свою деятельность в Африке, и она снова вернулась в основанную колонию. Она стала заниматься катехизацией с рабами, которых хотела впоследствии освободить от рабства.
Увидев там жесткое обращение с рабами, стала поддерживать борьбу африканцев против колониального гнёта, что привело к многочисленным проблемам с колонизаторами. Она основала лепрозорий для больных проказой.
В 1843 году она вернулась во Францию и в течение восьми лет до своей смерти организовывала материальную поддержку новым миссионерским центрам своей конгрегации.
Анна Мария Жавуэ умерла 15 июля 1851 года, оставив после себя жизнеспособную конгрегацию, которая является сегодня одной из самых многочисленных среди католических женских монашеских конгрегаций.

## Прославление
15 октября 1950 года Анна Мария Жавуэ была причислена к лику блаженных. День памяти в католической церкви — 15 июля.